# Martin Smedberg-Dalence
Martin Smedberg-Dalence (Norrköping, 1984. május 10. –) svéd-bolíviai labdarúgó, az IFK Göteborg középpályása.

## Sikerei, díjai
- IFK Göteborg
  - Svéd kupa: 2014–15